# Schneidereria
Schneidereria är ett släkte av fjärilar. Schneidereria ingår i familjen stävmalar.
Kladogram enligt Catalogue of Life:
| Schneidereria | \| \| Schneidereria kreuzbergi \| \| \| \| \| \| Schneidereria pistaciicola \| \| \| \| \| \| Schneidereria platyphracta \| \| \| \| |
|               | \| \| Schneidereria kreuzbergi \| \| \| \| \| \| Schneidereria pistaciicola \| \| \| \| \| \| Schneidereria platyphracta \| \| \| \| |
|               | Schneidereria kreuzbergi |
|               | |
|               | Schneidereria pistaciicola |
|               | |
|               | Schneidereria platyphracta |
|               | |